# Alba Posse
Alba Posse – miasto w prowincji Misiones w Argentynie nad rzeką Urugwaj. Ośrodek administracyjny departamentu 25 de Mayo.